# 立法院秘書長
立法院秘書長（英語：Secretary General of the Legislative Yuan），是中華民國立法院的幕僚長，置秘書長，特任；副秘書長一人，職務列簡任第十四職等，均由院長遴選報告院會後，提請任命之。秘書長承院長之命，處理國會事務，並指揮監督所屬職員；副秘書長承院長之命，襄助秘書長處理國會事務。

## 歷任秘書長

### 國民政府時期[1]
|      |      |                 |                |               |            |
| 次序 | 照片 | 姓名            | 任職期間       | 任職期間      | 政黨       |
| 次序 | 照片 | 姓名            | 到任時間       | 卸任時間      | 政黨       |
| 1    |      | 李文範          | 1928年11月13日 | 1931年6月20日 | 中國國民黨 |
| 2    |      | 李曉生 （代理） | 1931年6月20日  | 1932年1月21日 | 中國國民黨 |
| 3    |      | 吳景鴻          | 1932年1月21日  | 1932年5月28日 | 中國國民黨 |
| 4    |      | 張維翰          | 1932年5月28日  | 1933年1月14日 | 中國國民黨 |
| 5    |      | 梁寒操          | 1933年1月18日  | 1941年1月27日 | 中國國民黨 |
| 6    |      | 吳尚鷹          | 1941年1月27日  | 1948年5月26日 | 中國國民黨 |

### 全面改選前
| 姓名   | 任職時間       | 任職時間       | 備註                                 |
| 姓名   | 到任時間       | 卸任時間       | 備註                                 |
| ------ | -------------- | -------------- | ------------------------------------ |
| 張肇元 | 1948年5月17日  | 1948年12月18日 |                                      |
| 陳克文 | 1948年12月18日 | 1949年10月     |                                      |
| 倪炯聲 | 1950年12月26日 | 1952年3月11日  |                                      |
| 李中襄 | 1952年3月19日  | 1954年4月10日  |                                      |
| 陳開泗 | 1954年9月24日  | 1961年4月17日  |                                      |
| 尹靜夫 | 1961年8月3日   | 1966年12月16日 |                                      |
| 袁雍   | 1967年1月23日  | 1979年9月1日   |                                      |
| 蕭先蔭 | 1979年9月25日  | 1987年9月1日   | 1979年9月1日至9月24日代理秘書長      |
| 郭俊次 | 1988年3月8日   | 1990年9月1日   | 1987年9月1日至1988年3月7日代理秘書長 |
| 胡濤   | 1990年9月25日  | 1992年5月27日  | 1990年9月1日至9月24日代理秘書長      |
| 謝生富 | 1992年5月27日  | 1993年1月31日  |                                      |

### 全面改選後
| 屆次     | 照片         | 姓名   | 任職期間      | 任職期間      | 政黨         |
| 屆次     | 照片         | 姓名   | 就任日期      | 卸任日期      | 政黨         |
| -------- | ------------ | ------ | ------------- | ------------- | ------------ |
| 第二屆   |              | 謝生富 | 1993年2月1日  | 1996年9月5日  | 中國國民黨   |
| 第三屆   |              | 劉碧良 | 1997年1月3日  | 1999年2月28日 | 中國國民黨   |
| 第四屆   |              | 林錫山 | 1999年3月1日  | 2002年1月31日 | 中國國民黨   |
| 第五屆   | 2002年2月1日 | 林錫山 | 2005年1月31日 |               | 中國國民黨   |
| 第六屆   | 2005年2月1日 | 林錫山 | 2008年1月31日 |               | 中國國民黨   |
| 第七屆   | 2008年2月1日 | 林錫山 | 2012年1月31日 |               | 中國國民黨   |
| 第八屆   | 2012年2月1日 | 林錫山 | 2016年1月31日 |               | 中國國民黨   |
| 第九屆   |              | 林志嘉 | 2016年2月1日  | 2020年1月31日 | 台灣團結聯盟 |
| 第十屆   | 2020年2月1日 | 林志嘉 | 2024年1月31日 |               | 台灣團結聯盟 |
| 第十一屆 |              | 周萬來 | 2024年2月5日  | 現任          | 無黨籍       |

## 歷任副秘書長
1. 延國符：37年5月17日－38年10月
2. 閔劍梅：39年12月26日－41年3月14日
3. 陳開泗：42年5月22日
4. 袁雍：43年10月11日－50年3月1日
5. 蕭先蔭：50年3月6日－68年9月25日
6. 杜振歐：70年9月15日－73年10月1日
7. 郭俊次：74年1月16日－77年3月8日
8. 胡濤：78年3月7日－79年9月25日
9. 賴晚鐘：79年9月25日－81年4月21日
10. 羅成典：81年5月27日－82年1月31日
11. 羅成典：82年2月1日－85年2月1日
12. 羅成典：85年2月1日－88年1月31日
13. 羅成典：88年2月1日－91年1月31日
14. 羅成典：91年2月1日－94年1月31日
15. 余騰芳：94年2月1日－97年1月31日
16. 余騰芳：97年2月1日－97年7月31日
17. 周萬來：97年8月1日－101年1月31日
18. 周萬來：101年2月1日－103年8月31日
19. 王全忠：103年9月1日－105年8月4日
20. 高明秋：105年8月5日－113年1月31日
21. 張裕榮：113年2月19日－現任